# Vivo

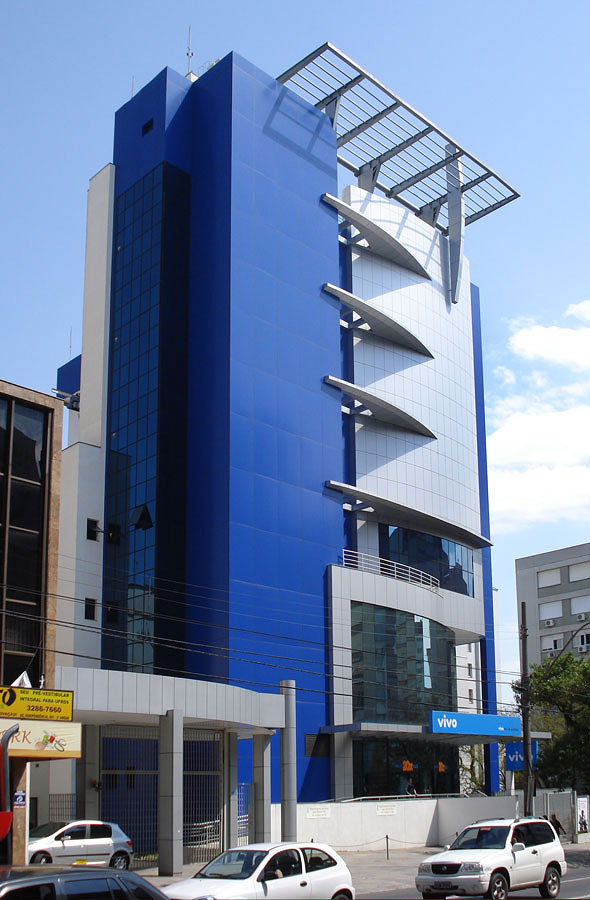
Sediul Vivo în Porto Alegre

Vivo  (AFI: [ˈvivu]) este cel mai mare operator de telefonie mobilă în Brazilia și de altfel în America Latină cu mai mult de 50 de milioane de utilizatori de telefoane mobile. Compania a fost creată din fuziunea diferitelor companii de telecomunicații din Brazilia. Până la mijlocul anului 2010 a fost cu 60%, acționarul majoritar, cu un joint-venture 50/50 a companiilor Portugal Telecom și Telefónica.